# 乌克马克地区施特拉斯堡
乌克马克地区施特拉斯堡（德語：Strasburg (Uckermark)），简称施特拉斯堡（德語：Strasburg，發音：[ˈʃtʁaːsbʊʁk] ⓘ），是德国梅克伦堡-前波美拉尼亚州前波美拉尼亚-格赖夫斯瓦尔德县的城市，曾是施特拉斯堡县的县治，面积87.48平方千米，2023年12月31日人口为4,399人。